# Piruvinska kiselina
Piruvinska kiselina je organska kiselina, keton, kao i najjednostavnija alfa-ketokiselina. Karboksilatni (COO−) anjon piruvinske kiseline, njene Brensted-Laurijeve konjugovane baze, , je poznat kao piruvat, i predstavlja ključnu intersekciju nekoliko metaboličkih puteva.
Piruvinska kiselina se može formirati iz glukoze putem glikolize, konvertovati nazad u ugljene hidrate (kao što je glukoza) putem glukoneogeneze, ili u masne kiseline preko acetil-KoA. Ona se takođe može koristiti za formiranje aminokiseline alanina i može se konvertovati u etanol.
Piruvinska kiselina snabdeva energijom žive ćelije putem ciklusa limunske kiseline (Krebsovog ciklusa) u prisustvu kiseonika (aerobna respiracija), i alternativno se fermentiše u mlečnu kiselinu u odsustvu kiseonika (fermentacija).

## Literatura
- Cody, G. D.; Boctor, N. Z.; Filley, T. R.; Hazen, R. M.; Scott, J. H.; Sharma, A.; Yoder, H. S. (2000). „Primordial Carbonylated Iron-Sulfur Compounds and the Synthesis of Pyruvate”. Science. 289 (5483): 1337—1340. Bibcode:2000Sci...289.1337C. PMID 10958777. doi:10.1126/science.289.5483.1337.